# خوان برونيتا
خوان برونيتا (بالإسبانية: Juan Brunetta)‏ (12 مايو 1997 بابولاي في الأرجنتين - ) هو لاعب كرة قدم أرجنتيني في مركز الوسط. لعب مع بوكا جونيورز.

## روابط خارجية
- خوان برونيتا على موقع قاعدة بيانات كرة القدم.إي يو (الإنجليزية)
- خوان برونيتا على موقع Soccerway.com (الإنجليزية)